# Cantonul Cassagnes-Bégonhès
Cantonul Cassagnes-Bégonhès este un canton din arondismentul Rodez, departamentul Aveyron, regiunea Midi-Pyrénées, Franța.

## Comune
| Comune                    | Populație (1999) | Cod poștal | Cod INSEE |
| ------------------------- | ---------------- | ---------- | --------- |
| Arvieu                    | 880              | 12120      | 12011     |
| Auriac-Lagast             | 280              | 12120      | 12015     |
| Calmont                   | 1 582            | 12450      | 12043     |
| Cassagnes-Bégonhès        | 982              | 12120      | 12057     |
| Comps-la-Grand-Ville      | 426              | 12120      | 12073     |
| Sainte-Juliette-sur-Viaur | 441              | 12120      | 12234     |
| Salmiech                  | 728              | 12120      | 12255     |